# Liste der römisch-katholischen Bischöfe in den Vereinigten Staaten

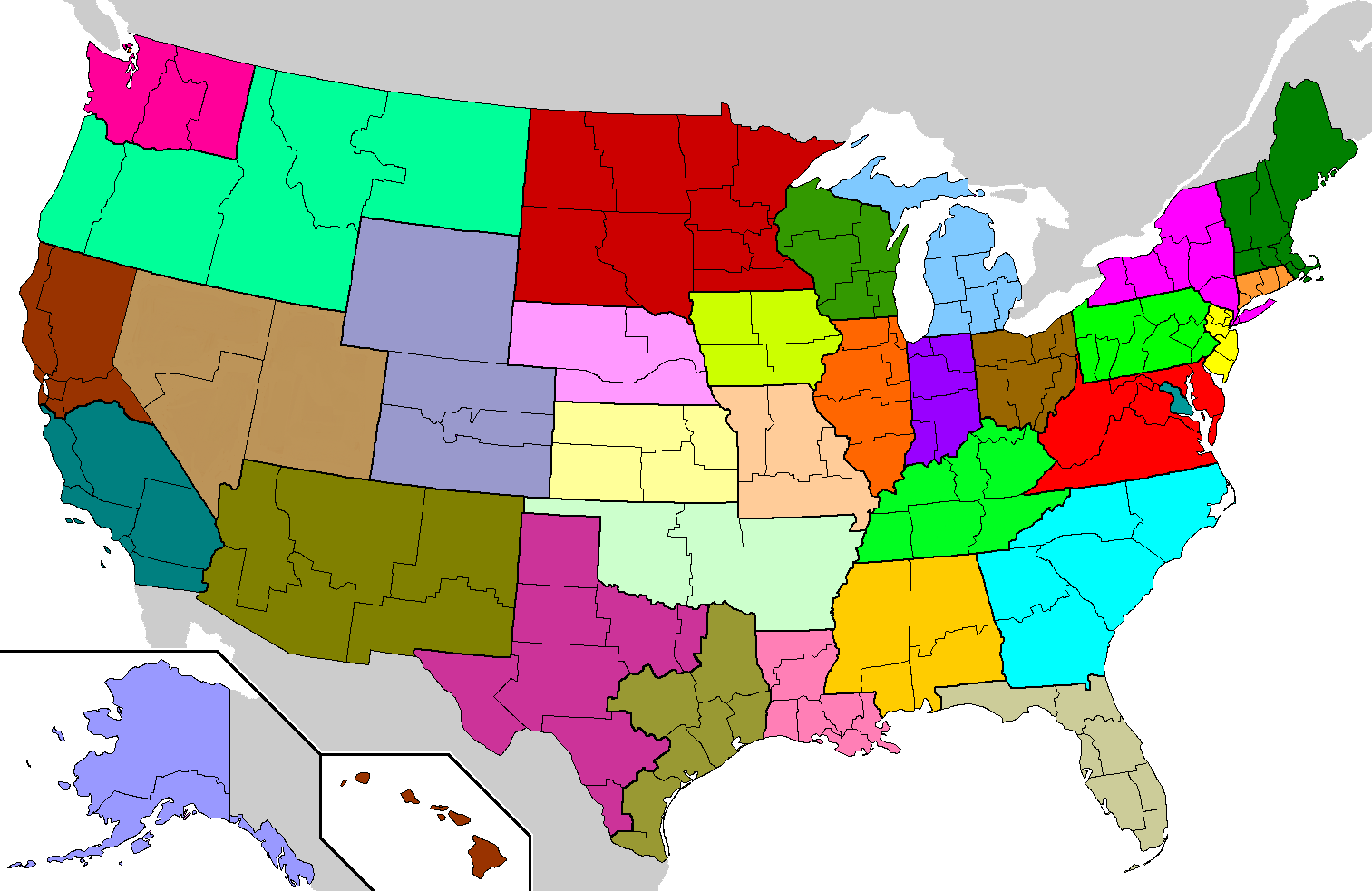
Die 32 Kirchenprovinzen in Vereinigten Staaten.

In der Liste der römisch-katholischen Bischöfe in den Vereinigten Staaten werden alle lebenden Bischöfe der römisch-katholischen Kirche in den Vereinigten Staaten einschließlich der fünf Außengebiete aufgelistet. Die römisch-katholische Kirche in den USA besteht aus 176 Bistümern der Lateinischen Kirche, 18 Eparchien der katholischen Ostkirchen, dem Erzbistum des US-amerikanischen Militärordinariats und dem Personalordinariat Kathedra Petri, dessen Leiter, auch wenn er kein Bischof ist, diesem gleichgestellt ist.
Die 176 lateinischen Bistümer sind in 32 Kirchenprovinzen unterteilt. In jeder Provinz gibt es ein Erzbistum, welches von einem Metropoliten geleitet wird, und mindestens eine Suffragandiözese. In einigen Bistümern gibt es einen oder mehrere Weihbischöfe. Zusätzlich gibt es noch zwei Metropoliten der katholischen Ostkirchen. Der Leiter des US-amerikanischen Militärordinariats ist auch ein Erzbischof. Seit der Kardinalskreierung Franziskus’ im August 2022 werden vier Erzbistümer von Kardinälen geleitet: Chicago (Blase Cupich), Newark (Joseph Tobin), New York (Timothy Dolan) und Washington (Robert Walter McElroy). Sechs Erzbistümer haben einen emeritierten Erzbischof, der Kardinal ist: Boston (Seán O’Malley), Detroit (Adam Maida), Galveston-Houston (Daniel DiNardo), Los Angeles (Roger Mahony), Philadelphia (Justin Rigali) und Washington (Donald Wuerl und Wilton Daniel Gregory). Drei weitere Erzbistümer haben ehemalige Erzbischöfe, die nach ihrer Amtszeit dort Kardinal wurden: Baltimore (Edwin Frederick O’Brien), Denver (James Stafford) und Saint Louis (Raymond Burke).
Alle Bischöfe, egal ob aktiv oder im Ruhestand, in den Vereinigten Staaten und den Amerikanischen Jungferninseln sind Mitglied in der United States Conference of Catholic Bishops (USCCB).
Im Gegensatz zu den meisten Ländern der Erde sind auch viele nicht in der USA geborene Geistliche Bischöfe. Etwas 10 Prozent wurden außerhalb der USA geboren. Acht Bischöfe stammen aus Mexiko, jeweils drei aus Vietnam, den Philippinen und Polen sowie zwei aus Brasilein. Aus Italien, Haiti, Irland, Kolumbien, Libanon, Peru, Spanien, Kuba, Südafrika, Malta, Argentinien, El Salvador und Kamerun stammt jeweils ein Bischof. Die Erzdiözesen Los Angeles und San Antonio sowie sieben Diözesen (Raleigh, Fall River, Charleston, Salt Lake City, San Bernardino, Las Cruces und St. Thomas) werden von im Ausland geborenen Erzbischöfen und Bischöfen geleitet.

## Lateinische Kirche
| Kirchenprovinz             | Karte der Kirchenprovinz            | Bistum                               | Bistumswappen                                          | Bischof | Titel                                                 | Bischofswappen |
| -------------------------- | ----------------------------------- | ------------------------------------ | ------------------------------------------------------ | --- | ----------------------------------------------------- | -------------- |
| Anchorage-Juneau           |                                     | Erzbistum Anchorage-Juneau           |                                                        | Andrew Bellisario CM | Erzbischof von Anchorage-Juneau                       |                |
| Anchorage-Juneau           | Bistum Fairbanks                    |                                      | Steven Maekawa OP                                      | Bischof von Fairbanks |                                                       |                |
| Atlanta                    |                                     | Erzbistum Atlanta                    |                                                        | Gregory John Hartmayer OFMConv | Erzbischof von Atlanta                                |                |
| Atlanta                    | Joel Matthias Konzen SM             | Erzbistum Atlanta                    | Weihbischof in Atlanta                                 | |                                                       |                |
| Atlanta                    | Bernard Shlesinger                  | Erzbistum Atlanta                    | Weihbischof in Atlanta                                 | |                                                       |                |
| Atlanta                    | John-Nhan Tran                      | Erzbistum Atlanta                    | Weihbischof in Atlanta                                 | |                                                       |                |
| Atlanta                    | Bistum Charleston                   |                                      | Jacques Fabre CS                                       | Bischof von Charleston |                                                       |                |
| Atlanta                    | Bistum Charlotte                    |                                      | Michael Martin                                         | Bischof von Charlotte |                                                       |                |
| Atlanta                    | Bistum Raleigh                      |                                      | Luis Rafael Zarama                                     | Bischof von Raleigh |                                                       |                |
| Atlanta                    | Bistum Savannah                     |                                      | Stephen Parkes                                         | Bischof von Savannah |                                                       |                |
| Baltimore                  |                                     | Erzbistum Baltimore                  |                                                        | William Edward Lori | Erzbischof von Baltimore                              |                |
| Baltimore                  | Adam John Parker                    | Erzbistum Baltimore                  | Weihbischof in Baltimore                               | |                                                       |                |
| Baltimore                  | Bistum Arlington                    |                                      | Michael Francis Burbidge                               | Bischof von Arlington |                                                       |                |
| Baltimore                  | Bistum Richmond                     |                                      | Barry Christopher Knestout                             | Bischof von Richmond |                                                       |                |
| Baltimore                  | Bistum Wheeling-Charleston          |                                      | Mark Edward Brennan                                    | Bischof von Wheeling-Charleston |                                                       |                |
| Baltimore                  | Bistum Wilmington                   |                                      | William Koenig                                         | Bischof von Wilmington |                                                       |                |
| Boston                     |                                     | Erzbistum Boston                     |                                                        | Richard Henning | Erzbischof von Boston                                 |                |
| Boston                     | Robert Francis Hennessey            | Erzbistum Boston                     | Weihbischof in Boston                                  | |                                                       |                |
| Boston                     | Mark William O’Connell              | Erzbistum Boston                     | Weihbischof in Boston                                  | |                                                       |                |
| Boston                     | Robert Philip Reed                  | Erzbistum Boston                     | Weihbischof in Boston                                  | |                                                       |                |
| Boston                     | Peter John Uglietto                 | Erzbistum Boston                     | Weihbischof in Boston                                  | 75 |                                                       |                |
| Boston                     | Cristiano Barbosa                   | Erzbistum Boston                     | Weihbischof in Boston                                  | |                                                       |                |
| Boston                     | Bistum Burlington                   |                                      | John McDermott                                         | Bischof von Burlington |                                                       |                |
| Boston                     | Bistum Fall River                   |                                      | Edgar Moreira da Cunha SDV                             | Bischof von Fall River |                                                       |                |
| Boston                     | Bistum Manchester                   |                                      | Peter Anthony Libasci                                  | Bischof von Manchester |                                                       |                |
| Boston                     | Bistum Portland                     |                                      | James Ruggieri                                         | Bischof von Portland |                                                       |                |
| Boston                     | Bistum Springfield in Massachusetts |                                      | William Byrne                                          | Bischof von Springfield in Massachusetts |                                                       |                |
| Boston                     | Bistum Worcester                    |                                      | Robert Joseph McManus                                  | Bischof von Worcester |                                                       |                |
| Chicago                    |                                     | Erzbistum Chicago                    |                                                        | Blase Joseph Cupich | Erzbischof von Chicago                                |                |
| Chicago                    | Mark Andrew Bartosic                | Erzbistum Chicago                    | Weihbischof in Chicago                                 | |                                                       |                |
| Chicago                    | Robert Lombardo CFR                 | Erzbistum Chicago                    | Weihbischof in Chicago                                 | |                                                       |                |
| Chicago                    | Timothy O’Malley                    | Erzbistum Chicago                    | Weihbischof in Chicago                                 | |                                                       |                |
| Chicago                    | Lawrence Sullivan                   | Erzbistum Chicago                    | Weihbischof in Chicago                                 | |                                                       |                |
| Chicago                    | José María García Maldonado         | Erzbistum Chicago                    | Weihbischof in Chicago                                 | |                                                       |                |
| Chicago                    | Robert Fedek                        | Erzbistum Chicago                    | Weihbischof in Chicago                                 | |                                                       |                |
| Chicago                    | John Siemianowski                   | Erzbistum Chicago                    | Weihbischof in Chicago                                 | |                                                       |                |
| Chicago                    | Bistum Belleville                   |                                      | vakant                                                 | Bischof von Belleville |                                                       |                |
| Chicago                    | Bistum Joliet                       |                                      | Ronald Hicks                                           | Bischof von Joliet |                                                       |                |
| Chicago                    | Bistum Joliet                       | Dennis Spies                         | Weihbischof in Joliet                                  | |                                                       |                |
| Chicago                    | Bistum Peoria                       |                                      | Louis Tylka                                            | Bischof von Peoria |                                                       |                |
| Chicago                    | Bistum Rockford                     |                                      | David John Malloy                                      | Bischof von Rockford |                                                       |                |
| Chicago                    | Bistum Springfield in Illinois      |                                      | Thomas Joseph Paprocki                                 | Bischof von Springfield in Illinois |                                                       |                |
| Cincinnati                 |                                     | Erzbistum Cincinnati                 |                                                        | Robert Gerald Casey | Erzbischof von Cincinnati                             |                |
| Cincinnati                 | Bistum Cleveland                    |                                      | Edward Malesic                                         | Bischof von Cleveland |                                                       |                |
| Cincinnati                 | Bistum Cleveland                    | Michael Woost                        | Weihbischof in Cleveland                               | |                                                       |                |
| Cincinnati                 | Bistum Columbus                     |                                      | Earl Fernandes                                         | Bischof von Columbus |                                                       |                |
| Cincinnati                 | Bistum Steubenville                 |                                      | vakant                                                 | Bischof von Steubenville |                                                       |                |
| Cincinnati                 | Bistum Toledo                       |                                      | Daniel Edward Thomas                                   | Bischof von Toledo |                                                       |                |
| Cincinnati                 | Bistum Youngstown                   |                                      | David Bonnar                                           | Bischof von Youngstown |                                                       |                |
| Denver                     |                                     | Erzbistum Denver                     |                                                        | Samuel Joseph Aquila | Erzbischof von Denver                                 |                |
| Denver                     | Jorge Humberto Rodríguez-Novelo     | Erzbistum Denver                     | Weihbischof in Denver                                  | |                                                       |                |
| Denver                     | Bistum Cheyenne                     |                                      | Steven Robert Biegler                                  | Bischof von Cheyenne |                                                       |                |
| Denver                     | Bistum Colorado Springs             |                                      | James Golka                                            | Bischof von Colorado Springs |                                                       |                |
| Denver                     | Bistum Pueblo                       |                                      | Stephen Jay Berg                                       | Bischof von Pueblo |                                                       |                |
| Detroit                    |                                     | Erzbistum Detroit                    |                                                        | Edward Joseph Weisenburger | Erzbischof von Detroit                                |                |
| Detroit                    | José Arturo Cepeda                  | Erzbistum Detroit                    | Weihbischof in Detroit                                 | |                                                       |                |
| Detroit                    | Robert Joseph Fisher                | Erzbistum Detroit                    | Weihbischof in Detroit                                 | |                                                       |                |
| Detroit                    | Paul Fitzpatrick Russell            | Erzbistum Detroit                    | Weihbischof in Detroit                                 | |                                                       |                |
| Detroit                    | Jeffrey Marc Monforton              | Erzbistum Detroit                    | Weihbischof in Detroit                                 | |                                                       |                |
| Detroit                    | Bistum Gaylord                      |                                      | Jeffrey Walsh                                          | Bischof von Gaylord |                                                       |                |
| Detroit                    | Bistum Grand Rapids                 |                                      | David John Walkowiak                                   | Bischof von Grand Rapids |                                                       |                |
| Detroit                    | Bistum Kalamazoo                    |                                      | Edward Mark Lohse                                      | Bischof von Kalamazoo |                                                       |                |
| Detroit                    | Bistum Lansing                      |                                      | Earl Boyea                                             | Bischof von Lansing |                                                       |                |
| Detroit                    | Bistum Marquette                    |                                      | John Francis Doerfler                                  | Bischof von Marquette |                                                       |                |
| Detroit                    | Bistum Saginaw                      |                                      | Robert Dwayne Gruss                                    | Bischof von Saginaw |                                                       |                |
| Dubuque                    |                                     | Erzbistum Dubuque                    |                                                        | Thomas Robert Zinkula | Erzbischof von Dubuque                                |                |
| Dubuque                    | Bistum Davenport                    |                                      | Dennis Walsh                                           | Bischof von Davenport |                                                       |                |
| Dubuque                    | Bistum Des Moines                   |                                      | William Joensen                                        | Bischof von Des Moines |                                                       |                |
| Dubuque                    | Bistum Sioux City                   |                                      | John Keehner                                           | Bischof von Sioux City |                                                       |                |
| Galveston-Houston          |                                     | Erzbistum Galveston-Houston          |                                                        | Joé Steve Vásquez | Erzbischof von Galveston-Houston                      |                |
| Galveston-Houston          | Italo Dell’Oro CRS                  | Erzbistum Galveston-Houston          | Weihbischof in Galveston-Houston                       | |                                                       |                |
| Galveston-Houston          | Bistum Austin                       |                                      | Daniel Elias Garcia                                    | Bischof von Austin |                                                       |                |
| Galveston-Houston          | Bistum Beaumont                     |                                      | David Leon Toups                                       | Bischof von Beaumont |                                                       |                |
| Galveston-Houston          | Bistum Brownsville                  |                                      | Daniel Ernesto Flores                                  | Bischof von Brownsville |                                                       |                |
| Galveston-Houston          | Bistum Brownsville                  | Mario Alberto Avilés CO              | Weihbischof in Brownsville                             | |                                                       |                |
| Galveston-Houston          | Bistum Corpus Christi               |                                      | William Michael Mulvey                                 | Bischof von Corpus Christi |                                                       |                |
| Galveston-Houston          | Bistum Tyler                        |                                      | Gregory Kelly                                          | Bischof von Tyler |                                                       |                |
| Galveston-Houston          | Bistum Victoria                     |                                      | Brendan John Cahill                                    | Bischof von Victoria |                                                       |                |
| Hartford                   |                                     | Erzbistum Hartford                   |                                                        | Christopher James Coyne | Erzbischof von Hartford                               |                |
| Hartford                   | Juan Miguel Betancourt SEMV         | Erzbistum Hartford                   | Weihbischof in Hartford                                | |                                                       |                |
| Hartford                   | Bistum Bridgeport                   |                                      | Frank Joseph Caggiano                                  | Bischof von Bridgeport |                                                       |                |
| Hartford                   | Bistum Norwich                      |                                      | Richard Francis Reidy                                  | Bischof von Norwich |                                                       |                |
| Hartford                   | Bistum Providence                   |                                      | Bruce Lewandowski CSsR                                 | Bischof von Providence |                                                       |                |
| Indianapolis               |                                     | Erzbistum Indianapolis               |                                                        | Charles Coleman Thompson | Erzbischof von Indianapolis                           |                |
| Indianapolis               | Bistum Evansville                   |                                      | Joseph Mark Siegel                                     | Bischof von Evansville |                                                       |                |
| Indianapolis               | Bistum Fort Wayne-South Bend        |                                      | Kevin Carl Rhoades                                     | Bischof von Fort Wayne-South Bend |                                                       |                |
| Indianapolis               | Bistum Gary                         |                                      | Robert John McClory                                    | Bischof von Gary |                                                       |                |
| Indianapolis               | Bistum Lafayette in Indiana         |                                      | Timothy Lawrence Doherty                               | Bischof von Lafayette in Indiana |                                                       |                |
| Kansas City in Kansas      |                                     | Erzbistum Kansas City in Kansas      |                                                        | Shawn McKnight | Erzbischof von Kansas City in Kansas                  |                |
| Kansas City in Kansas      | Bistum Dodge City                   |                                      | John Balthasar Brungardt                               | Bischof von Dodge City |                                                       |                |
| Kansas City in Kansas      | Bistum Salina                       |                                      | Gerald Lee Vincke                                      | Bischof von Salina |                                                       |                |
| Kansas City in Kansas      | Bistum Wichita                      |                                      | Carl Allan Kemme                                       | Bischof von Wichita |                                                       |                |
| Las Vegas                  |                                     | Erzbistum Las Vegas                  |                                                        | George Leo Thomas | Erzbischof von Las Vegas                              |                |
| Las Vegas                  | Gregory Gordon                      | Erzbistum Las Vegas                  | Weihbischof in Las Vegas                               | |                                                       |                |
| Las Vegas                  | Bistum Reno                         |                                      | Daniel Mueggenborg                                     | Bischof von Reno |                                                       |                |
| Las Vegas                  | Bistum Salt Lake City               |                                      | Oscar Azarcon Solis                                    | Bischof von Salt Lake City |                                                       |                |
| Los Angeles                |                                     | Erzbistum Los Angeles                |                                                        | José Horacio Gómez | Erzbischof von Los Angeles                            |                |
| Los Angeles                | Alejandro Aclan                     | Erzbistum Los Angeles                | Weihbischof in Los Angeles                             | |                                                       |                |
| Los Angeles                | Marc Vincent Trudeau                | Erzbistum Los Angeles                | Weihbischof in Los Angeles                             | |                                                       |                |
| Los Angeles                | Albert Bahhuth                      | Erzbistum Los Angeles                | Weihbischof in Los Angeles                             | |                                                       |                |
| Los Angeles                | Matthew Elshoff OFMCap              | Erzbistum Los Angeles                | Weihbischof in Los Angeles                             | |                                                       |                |
| Los Angeles                | Brian Nunes                         | Erzbistum Los Angeles                | Weihbischof in Los Angeles                             | |                                                       |                |
| Los Angeles                | Slawomir Szkredka                   | Erzbistum Los Angeles                | Weihbischof in Los Angeles                             | |                                                       |                |
| Los Angeles                | Bistum Fresno                       |                                      | Joseph Vincent Brennan                                 | Bischof von Fresno |                                                       |                |
| Los Angeles                | Bistum Monterey in California       |                                      | vakant                                                 | Bischof von Monterey |                                                       |                |
| Los Angeles                | Bistum Orange in California         |                                      | Kevin William Vann                                     | Bischof von Orange in California |                                                       |                |
| Los Angeles                | Bistum Orange in California         | Timothy Edward Freyer                | Weihbischof in Orange in California                    | |                                                       |                |
| Los Angeles                | Bistum Orange in California         | Thanh Thai Nguyen                    | Weihbischof in Orange in California                    | |                                                       |                |
| Los Angeles                | Bistum San Bernardino               |                                      | Alberto Rojas                                          | Bischof von San Bernardino |                                                       |                |
| Los Angeles                | Bistum San Diego                    |                                      | Michael Pham                                           | Bischof von San Diego |                                                       |                |
| Los Angeles                | Bistum San Diego                    | Ramon Bejarano                       | Weihbischof in San Diego                               | |                                                       |                |
| Los Angeles                | Bistum San Diego                    | Felipe Pulido                        | Weihbischof in San Diego                               | |                                                       |                |
| Louisville                 |                                     | Erzbistum Louisville                 |                                                        | Shelton Fabre | Erzbischof von Louisville                             |                |
| Louisville                 | Bistum Covington                    |                                      | John Iffert                                            | Bischof von Covington |                                                       |                |
| Louisville                 | Bistum Knoxville                    |                                      | James Mark Beckman                                     | Bischof von Knoxville |                                                       |                |
| Louisville                 | Bistum Lexington                    |                                      | John Eric Stowe OFMConv                                | Bischof von Lexington |                                                       |                |
| Louisville                 | Bistum Memphis                      |                                      | David Prescott Talley                                  | Bischof von Memphis |                                                       |                |
| Louisville                 | Bistum Nashville                    |                                      | J. Mark Spalding                                       | Bischof von Nashville |                                                       |                |
| Louisville                 | Bistum Owensboro                    |                                      | William Francis Medley                                 | Bischof von Owensboro |                                                       |                |
| Miami                      |                                     | Erzbistum Miami                      |                                                        | Thomas Gerard Wenski | Erzbischof von Miami                                  |                |
| Miami                      | Enrique Esteban Delgado             | Erzbistum Miami                      | Weihbischof in Miami                                   | |                                                       |                |
| Miami                      | Bistum Orlando                      |                                      | John Gerard Noonan                                     | Bischof von Orlando |                                                       |                |
| Miami                      | Bistum Palm Beach                   |                                      | Gerald Michael Barbarito                               | Bischof von Palm Beach |                                                       |                |
| Miami                      | Bistum Pensacola-Tallahassee        |                                      | William Albert Wack CSC                                | Bischof von Pensacola-Tallahassee |                                                       |                |
| Miami                      | Bistum Saint Augustine              |                                      | Erik Pohlmeier                                         | Bischof von Saint Augustine |                                                       |                |
| Miami                      | Bistum Saint Petersburg             |                                      | Gregory Lawrence Parkes                                | Bischof von Saint Petersburg |                                                       |                |
| Miami                      | Bistum Venice                       |                                      | Frank Joseph Dewane                                    | Bischof von Venice |                                                       |                |
| Milwaukee                  |                                     | Erzbistum Milwaukee                  |                                                        | Jeffrey Grob | Erzbischof von Milwaukee                              |                |
| Milwaukee                  | Jeffrey Robert Haines               | Erzbistum Milwaukee                  | Weihbischof in Milwaukee                               | |                                                       |                |
| Milwaukee                  | James Thomas Schuerman              | Erzbistum Milwaukee                  | Weihbischof in Milwaukee                               | |                                                       |                |
| Milwaukee                  | Bistum Green Bay                    |                                      | David Laurin Ricken                                    | Bischof von Green Bay |                                                       |                |
| Milwaukee                  | Bistum La Crosse                    |                                      | Gerard William Battersby                               | Bischof von La Crosse |                                                       |                |
| Milwaukee                  | Bistum Madison                      |                                      | Donald Hying                                           | Bischof von Madison |                                                       |                |
| Milwaukee                  | Bistum Superior                     |                                      | James Patrick Powers                                   | Bischof von Superior |                                                       |                |
| Mobile                     |                                     | Erzbistum Mobile                     |                                                        | Mark Steven Rivituso | Erzbischof von Mobile                                 |                |
| Mobile                     | Bistum Biloxi                       |                                      | Louis Frederick Kihneman III                           | Bischof von Biloxi |                                                       |                |
| Mobile                     | Bistum Birmingham                   |                                      | Steven John Raica                                      | Bischof von Birmingham |                                                       |                |
| Mobile                     | Bistum Jackson                      |                                      | Joseph Richard Kopacz                                  | Bischof von Jackson |                                                       |                |
| New Orleans                |                                     | Erzbistum New Orleans                |                                                        | Gregory Michael Aymond | Erzbischof von New Orleans                            |                |
| New Orleans                | Bistum Alexandria in Louisiana      |                                      | Robert Marshall                                        | Bischof von Alexandria |                                                       |                |
| New Orleans                | Bistum Baton Rouge                  |                                      | Michael Gerard Duca                                    | Bischof von Baton Rouge |                                                       |                |
| New Orleans                | Bistum Houma-Thibodaux              |                                      | Simon Peter Engurait                                   | Bischof von Houma-Thibodaux |                                                       |                |
| New Orleans                | Bistum Lafayette                    |                                      | John Douglas Deshotel                                  | Bischof von Lafayette in Louisiana |                                                       |                |
| New Orleans                | Bistum Lake Charles                 |                                      | Glen John Provost                                      | Bischof von Lake Charles |                                                       |                |
| New Orleans                | Bistum Shreveport                   |                                      | Francis Malone                                         | Bischof von Shreveport |                                                       |                |
| New York                   |                                     | Erzbistum New York                   |                                                        | Timothy Michael Dolan | Erzbischof von New York                               |                |
| New York                   | Peter John Byrne                    | Erzbistum New York                   | Weihbischof in New York                                | |                                                       |                |
| New York                   | Edmund J. Whalen                    | Erzbistum New York                   | Weihbischof in New York                                | |                                                       |                |
| New York                   | Gerardo J. Colacicco                | Erzbistum New York                   | Weihbischof in New York                                | |                                                       |                |
| New York                   | John Bonnici                        | Erzbistum New York                   | Weihbischof in New York                                | |                                                       |                |
| New York                   | Joseph Espaillat                    | Erzbistum New York                   | Weihbischof in New York                                | |                                                       |                |
| New York                   | Bistum Albany                       |                                      | Edward Bernard Scharfenberger                          | Bischof von Albany |                                                       |                |
| New York                   | Bistum Brooklyn                     |                                      | Robert John Brennan                                    | Bischof von Brooklyn |                                                       |                |
| New York                   | Bistum Brooklyn                     | James Massa                          | Weihbischof in Brooklyn                                | |                                                       |                |
| New York                   | Bistum Brooklyn                     | Witold Mroziewski                    | Weihbischof in Brooklyn                                | |                                                       |                |
| New York                   | Bistum Buffalo                      |                                      | Michael William Fisher                                 | Bischof von Buffalo |                                                       |                |
| New York                   | Bistum Ogdensburg                   |                                      | Terry Ronald LaValley                                  | Bischof von Ogdensburg |                                                       |                |
| New York                   | Bistum Rochester                    |                                      | Salvatore Ronald Matano                                | Bischof von Rochester |                                                       |                |
| New York                   | Bistum Rockville Centre             |                                      | John Oliver Barres                                     | Bischof von Rockville Centre |                                                       |                |
| New York                   | Bistum Rockville Centre             | Robert Joseph Coyle                  | Weihbischof in Rockville Centre                        | |                                                       |                |
| New York                   | Bistum Rockville Centre             | Andrzej Jerzy Zglejszewski           | Weihbischof in Rockville Centre                        | |                                                       |                |
| New York                   | Bistum Rockville Centre             | Luis Romero Fernández M.Id.          | Weihbischof in Rockville Centre                        | |                                                       |                |
| New York                   | Bistum Syracuse                     |                                      | Douglas Lucia                                          | Bischof von Syracuse |                                                       |                |
| Newark                     |                                     | Erzbistum Newark                     |                                                        | Joseph William Tobin CSsR | Erzbischof von Newark                                 |                |
| Newark                     | Manuel Aurelio Cruz                 | Erzbistum Newark                     | Weihbischof in Newark                                  | |                                                       |                |
| Newark                     | Elias Lorenzo OSB                   | Erzbistum Newark                     | Weihbischof in Newark                                  | |                                                       |                |
| Newark                     | Michael Saporito                    | Erzbistum Newark                     | Weihbischof in Newark                                  | |                                                       |                |
| Newark                     | Pedro Bismarck Chau                 | Erzbistum Newark                     | Weihbischof in Newark                                  | |                                                       |                |
| Newark                     | Bistum Camden                       |                                      | Joseph Andrew Williams                                 | Bischof von Camden |                                                       |                |
| Newark                     | Bistum Metuchen                     |                                      | James Francis Checchio                                 | Bischof von Metuchen |                                                       |                |
| Newark                     | Bistum Paterson                     |                                      | Kevin Sweeney                                          | Bischof von Paterson |                                                       |                |
| Newark                     | Bistum Trenton                      |                                      | David Michael O’Connell CM                             | Bischof von Trenton |                                                       |                |
| Oklahoma City              |                                     | Erzbistum Oklahoma City              |                                                        | Paul Stagg Coakley | Erzbischof von Oklahoma City                          |                |
| Oklahoma City              | Bistum Little Rock                  |                                      | Anthony Basil Taylor                                   | Bischof von Little Rock |                                                       |                |
| Oklahoma City              | Bistum Tulsa                        |                                      | David Austin Konderla                                  | Bischof von Tulsa |                                                       |                |
| Omaha                      |                                     | Erzbistum Omaha                      |                                                        | Michael McGovern | Erzbischof von Omaha                                  |                |
| Omaha                      | Bistum Grand Island                 |                                      | Joseph Gerard Hanefeldt                                | Bischof von Grand Island |                                                       |                |
| Omaha                      | Bistum Lincoln                      |                                      | James Douglas Conley                                   | Bischof von Lincoln |                                                       |                |
| Philadelphia               |                                     | Erzbistum Philadelphia               |                                                        | Nelson Jesus Perez | Erzbischof von Philadelphia                           |                |
| Philadelphia               | John Joseph McIntyre                | Erzbistum Philadelphia               | Weihbischof in Philadelphia                            | |                                                       |                |
| Philadelphia               | Keith Chylinski                     | Erzbistum Philadelphia               | Weihbischof in Philadelphia                            | |                                                       |                |
| Philadelphia               | Christopher Cooke                   | Erzbistum Philadelphia               | Weihbischof in Philadelphia                            | |                                                       |                |
| Philadelphia               | Efren Esmilla                       | Erzbistum Philadelphia               | Weihbischof in Philadelphia                            | |                                                       |                |
| Philadelphia               | Bistum Allentown                    |                                      | Alfred Andrew Schlert                                  | Bischof von Allentown |                                                       |                |
| Philadelphia               | Bistum Altoona-Johnstown            |                                      | Mark Leonard Bartchak                                  | Bischof von Altoona-Johnstown |                                                       |                |
| Philadelphia               | Bistum Erie                         |                                      | Lawrence T. Persico                                    | Bischof von Erie |                                                       |                |
| Philadelphia               | Bistum Greensburg                   |                                      | Larry Kulick                                           | Bischof von Greensburg |                                                       |                |
| Philadelphia               | Bistum Harrisburg                   |                                      | Timothy Christian Senior                               | Bischof von Harrisburg |                                                       |                |
| Philadelphia               | Bistum Pittsburgh                   |                                      | Mark Eckman                                            | Bischof von Pittsburgh |                                                       |                |
| Philadelphia               | Bistum Pittsburgh                   | William John Waltersheid             | Weihbischof in Pittsburgh                              | |                                                       |                |
| Philadelphia               | Bistum Scranton                     |                                      | Joseph Charles Bambera                                 | Bischof von Scranton |                                                       |                |
| Portland                   |                                     | Erzbistum Portland                   |                                                        | Alexander King Sample | Erzbischof von Portland                               |                |
| Portland                   | Peter Leslie Smith                  | Erzbistum Portland                   | Weihbischof in Portland                                | |                                                       |                |
| Portland                   | Bistum Baker                        |                                      | Thomas Hennen                                          | Bischof von Baker |                                                       |                |
| Portland                   | Bistum Boise                        |                                      | Peter Forsyth Christensen                              | Bischof von Boise |                                                       |                |
| Portland                   | Bistum Great Falls-Billings         |                                      | Jeffrey Fleming                                        | Bischof von Great Falls-Billings |                                                       |                |
| Portland                   | Bistum Helena                       |                                      | Austin Vetter                                          | Bischof von Helena |                                                       |                |
| Saint Louis                |                                     | Erzbistum Saint Louis                |                                                        | Mitchell Thomas Rozanski | Erzbischof von Saint Louis                            |                |
| Saint Louis                | Bistum Jefferson City               |                                      | Ralph O’Donnell                                        | Bischof von Jefferson City |                                                       |                |
| Saint Louis                | Bistum Kansas City-Saint Joseph     |                                      | James Vann Johnston, Jr.                               | Bischof von Kansas City-Saint Joseph |                                                       |                |
| Saint Louis                | Bistum Springfield-Cape Girardeau   |                                      | Edward Matthew Rice                                    | Bischof von Springfield-Cape Girardeau |                                                       |                |
| Saint Paul and Minneapolis |                                     | Erzbistum Saint Paul and Minneapolis |                                                        | Bernard Anthony Hebda | Erzbischof von Saint Paul and Minneapolis             |                |
| Saint Paul and Minneapolis | Michael Izen                        | Erzbistum Saint Paul and Minneapolis | Weihbischof in Saint Paul and Minneapolis              | |                                                       |                |
| Saint Paul and Minneapolis | Kevin Kenney                        | Erzbistum Saint Paul and Minneapolis | Weihbischof in Saint Paul and Minneapolis              | |                                                       |                |
| Saint Paul and Minneapolis | Bistum Bismarck                     |                                      | David Dennis Kagan                                     | Bischof von Bismarck |                                                       |                |
| Saint Paul and Minneapolis | Bistum Crookston                    |                                      | Andrew Cozzens                                         | Bischof von Crookston |                                                       |                |
| Saint Paul and Minneapolis | Bistum Duluth                       |                                      | Daniel Felton                                          | Bischof von Duluth |                                                       |                |
| Saint Paul and Minneapolis | Bistum Fargo                        |                                      | John Thomas Folda                                      | Bischof von Fargo |                                                       |                |
| Saint Paul and Minneapolis | Bistum New Ulm                      |                                      | Chad Zielinski                                         | Bischof von New Ulm |                                                       |                |
| Saint Paul and Minneapolis | Bistum Rapid City                   |                                      | Scott Bullock                                          | Bischof von Rapid City |                                                       |                |
| Saint Paul and Minneapolis | Bistum Saint Cloud                  |                                      | Patrick Neary CSC                                      | Bischof von Saint Cloud |                                                       |                |
| Saint Paul and Minneapolis | Bistum Sioux Falls                  |                                      | Donald Edward DeGrood                                  | Bischof von Sioux Falls |                                                       |                |
| Saint Paul and Minneapolis | Bistum Winona-Rochester             |                                      | Robert Emmet Barron                                    | Bischof von Winona-Rochester |                                                       |                |
| San Antonio                |                                     | Erzbistum San Antonio                |                                                        | Gustavo García-Siller MSpS | Erzbischof von San Antonio                            |                |
| San Antonio                | Michael Joseph Boulette             | Erzbistum San Antonio                | Weihbischof in San Antonio                             | |                                                       |                |
| San Antonio                | Gary Janak                          | Erzbistum San Antonio                | Weihbischof in San Antonio                             | |                                                       |                |
| San Antonio                | Bistum Amarillo                     |                                      | Patrick James Zurek                                    | Bischof von Amarillo |                                                       |                |
| San Antonio                | Bistum Dallas                       |                                      | Edward James Burns                                     | Bischof von Dallas |                                                       |                |
| San Antonio                | Bistum El Paso                      |                                      | Mark Joseph Seitz                                      | Bischof von El Paso |                                                       |                |
| San Antonio                | Bistum El Paso                      | Anthony Celino                       | Weihbischof in El Paso                                 | |                                                       |                |
| San Antonio                | Bistum Fort Worth                   |                                      | Michael Fors Olson                                     | Bischof von Fort Worth |                                                       |                |
| San Antonio                | Bistum Laredo                       |                                      | James Anthony Tamayo                                   | Bischof von Laredo |                                                       |                |
| San Antonio                | Bistum Lubbock                      |                                      | Robert Milner Coerver                                  | Bischof von Lubbock |                                                       |                |
| San Antonio                | Bistum San Angelo                   |                                      | Michael James Sis                                      | Bischof von San Angelo |                                                       |                |
| San Francisco              |                                     | Erzbistum San Francisco              |                                                        | Salvatore Joseph Cordileone | Erzbischof von San Francisco                          |                |
| San Francisco              | Bistum Honolulu                     |                                      | Clarence Richard Silva                                 | Bischof von Honolulu |                                                       |                |
| San Francisco              | Bistum Oakland                      |                                      | Michael Charles Barber SJ                              | Bischof von Oakland |                                                       |                |
| San Francisco              | Bistum Sacramento                   |                                      | Jaime Soto                                             | Bischof von Sacramento |                                                       |                |
| San Francisco              | Bistum Sacramento                   | Reynaldo Bersabal                    | Weihbischof in Sacramento                              | |                                                       |                |
| San Francisco              | Bistum San Jose in California       |                                      | Oscar Cantú                                            | Bischof von San Jose |                                                       |                |
| San Francisco              | Bistum Santa Rosa in California     |                                      | Robert Francis Vasa                                    | Bischof von Santa Rosa |                                                       |                |
| San Francisco              | Bistum Stockton                     |                                      | Myron Joseph Cotta                                     | Bischof von Stockton |                                                       |                |
| Santa Fe                   |                                     | Erzbistum Santa Fe                   |                                                        | John Charles Wester | Erzbischof von Santa Fe                               |                |
| Santa Fe                   | Bistum Gallup                       |                                      | James Sean Wall                                        | Bischof von Gallup |                                                       |                |
| Santa Fe                   | Bistum Las Cruces                   |                                      | Peter Baldacchino                                      | Bischof von Las Cruces |                                                       |                |
| Santa Fe                   | Bistum Phoenix                      |                                      | John Patrick Dolan                                     | Bischof von Phoenix |                                                       |                |
| Santa Fe                   | Bistum Phoenix                      | Eduardo Alanis Nevares               | Weihbischof in Phoenix                                 | |                                                       |                |
| Santa Fe                   | Bistum Tucson                       |                                      | vakant                                                 | Bischof von Tucson |                                                       |                |
| Seattle                    |                                     | Erzbistum Seattle                    |                                                        | Paul Dennis Etienne | Erzbischof von Seattle                                |                |
| Seattle                    | Eusebio L. Elizondo Almaguer MSpS   | Erzbistum Seattle                    | Weihbischof in Seattle                                 | |                                                       |                |
| Seattle                    | Frank Schuster                      | Erzbistum Seattle                    | Weihbischof in Seattle                                 | |                                                       |                |
| Seattle                    | Bistum Spokane                      |                                      | Thomas Anthony Daly                                    | Bischof von Spokane |                                                       |                |
| Seattle                    | Bistum Yakima                       |                                      | Joseph Jude Tyson                                      | Bischof von Yakima |                                                       |                |
| Washington                 |                                     | Erzbistum Washington                 |                                                        | Robert Walter McElroy | Erzbischof in Washington                              |                |
| Washington                 | Roy Edward Campbell                 | Erzbistum Washington                 | Weihbischof in Washington                              | |                                                       |                |
| Washington                 | Juan Esposito-Garcia                | Erzbistum Washington                 | Weihbischof in Washington                              | |                                                       |                |
| Washington                 | Evelio Menjivar-Ayala               | Erzbistum Washington                 | Weihbischof in Washington                              | |                                                       |                |
| Washington                 | Bistum Saint Thomas                 |                                      | Jerome Feudjio                                         | Bischof von Saint Thomas |                                                       |                |
| Military Services          |                                     | US-amerikanischen Militärordinariat  |                                                        | Timothy Paul Broglio | Erzbischof für das US-amerikanische Militärordinariat |                |
| Military Services          | Neal James Buckon                   | US-amerikanischen Militärordinariat  | Weihbischof für das US-amerikanische Militärordinariat | |                                                       |                |
| Military Services          | Joseph Lawrence Coffey              | US-amerikanischen Militärordinariat  | Weihbischof für das US-amerikanische Militärordinariat | |                                                       |                |
| Military Services          | William James Muhm                  | US-amerikanischen Militärordinariat  | Weihbischof für das US-amerikanische Militärordinariat | |                                                       |                |
| Military Services          | Frank Richard Spencer               | US-amerikanischen Militärordinariat  | Weihbischof für das US-amerikanische Militärordinariat | |                                                       |                |
| San Juan de Puerto Rico    |                                     | Erzbistum San Juan de Puerto Rico    |                                                        | Roberto González Nieves OFM | Erzbischof von San Juan de Puerto Rico                |                |
| San Juan de Puerto Rico    | Tomás González González             | Erzbistum San Juan de Puerto Rico    | Weihbischof in San Juan de Puerto Rico                 | |                                                       |                |
| San Juan de Puerto Rico    | Bistum Arecibo                      |                                      | Alberto Figueroa Morales                               | Bischof von Arecibo |                                                       |                |
| San Juan de Puerto Rico    | Bistum Caguas                       |                                      | Eusebio Ramos Morales                                  | Bischof von Caguas |                                                       |                |
| San Juan de Puerto Rico    | Bistum Fajardo-Humacao              |                                      | Luis Francisco Miranda Rivera OCarm                    | Bischof von Fajardo-Humacao |                                                       |                |
| San Juan de Puerto Rico    | Bistum Mayagüez                     |                                      | Ángel Luis Ríos Matos                                  | Bischof von Mayagüez |                                                       |                |
| San Juan de Puerto Rico    | Bistum Ponce                        |                                      | Rubén Antonio González Medina CMF                      | Bischof von Ponce |                                                       |                |
| Agaña                      |                                     | Erzbistum Agaña                      |                                                        | Ryan Jimenez | Erzbischof von Agaña                                  |                |
| Agaña                      | Bistum Chalan Kanoa                 |                                      | Romeo Duetao Convocar                                  | Bischof von Chalan Kanoa |                                                       |                |
| Samoa-Apia                 |                                     | Erzbistum Samoa-Apia                 |                                                        | Das Erzbistum liegt nicht auf dem Gebiet der Vereinigten Staaten. Allerdings liegt das Suffragan der Erzbistums auf dem US-Außengebiet Amerikanisch-Samoa. |                                                       |                |
| Samoa-Apia                 | Bistum Samoa-Pago Pago              |                                      | Kolio Etuale                                           | Bischof von Samoa-Pago Pago |                                                       |                |

### Emeritierte Bischöfe
| Kirchenprovinz             | Bischof                          | Titel                | Bistumswappen                        | Bischofswappen |
| -------------------------- | -------------------------------- | -------------------- | ------------------------------------ | -------------- |
| Anchorage                  | Roger Lawrence Schwietz OMI      | Erzbischof Emeritus  | Erzbistum Anchorage                  |                |
| Atlanta                    | John Kevin Boland                | Bischof Emeritus     | Bistum Savannah                      |                |
| Atlanta                    | Robert Guglielmone               | Bischof emeritus     | Bistum Charleston                    |                |
| Atlanta                    | Peter Joseph Jugis               | Bischof emeritus     | Bistum Charlotte                     |                |
| Baltimore                  | Edwin Frederick O’Brien          | Erzbischof Emeritus  | Erzbistum Baltimore                  |                |
| Baltimore                  | Denis James Madden               | Weihbischof Emeritus | Erzbistum Baltimore                  |                |
| Baltimore                  | Paul Stephen Loverde             | Bischof Emeritus     | Bistum Arlington                     |                |
| Baltimore                  | Michael Joseph Bransfield        | Bischof Emeritus     | Bistum Wheeling-Charleston           |                |
| Baltimore                  | William Francis Malooly          | Bischof Emeritus     | Bistum Wilmington                    |                |
| Boston                     | Seán Patrick O’Malley OFMCap     | Erzbischof Emeritus  | Erzbistum Boston                     |                |
| Boston                     | John Anthony Dooher              | Weihbischof Emeritus | Erzbistum Boston                     |                |
| Boston                     | Arthur Leo Kennedy               | Weihbischof Emeritus | Erzbistum Boston                     |                |
| Boston                     | Robert Peter Deeley              | Bischof Emeritus     | Bistum Portland                      |                |
| Boston                     | Francis Joseph Christian         | Weihbischof Emeritus | Bistum Manchester                    |                |
| Boston                     | Timothy Anthony McDonnell        | Bischof Emeritus     | Bistum Springfield in Massachusetts  |                |
| Chicago                    | Francis Joseph Kane              | Weihbischof Emeritus | Erzbistum Chicago                    |                |
| Chicago                    | George James Rassas              | Weihbischof Emeritus | Erzbistum Chicago                    |                |
| Chicago                    | Joseph Perry                     | Weihbischof Emeritus | Erzbistum Chicago                    |                |
| Chicago                    | Andrew Peter Wypych              | Weihbischof Emeritus | Erzbistum Chicago                    |                |
| Chicago                    | Edward Kenneth Braxton           | Bischof Emeritus     | Bistum Belleville                    |                |
| Chicago                    | Robert Daniel Conlon             | Bischof Emeritus     | Bistum Joliet in Illinois            |                |
| Chicago                    | Daniel Robert Jenky CSC          | Bischof Emeritus     | Bistum Peoria                        |                |
| Cincinnati                 | Dennis Marion Schnurr            | Erzbischof Emeritus  | Erzbistum Cincinnati                 |                |
| Cincinnati                 | Joseph Binzer                    | Weihbischof Emeritus | Erzbistum Cincinnati                 |                |
| Cincinnati                 | Roger William Gries OSB          | Weihbischof Emeritus | Bistum Cleveland                     |                |
| Cincinnati                 | Frederick Francis Campbell       | Bischof Emeritus     | Bistum Columbus                      |                |
| Cincinnati                 | James Anthony Griffin            | Bischof Emeritus     | Bistum Columbus                      |                |
| Denver                     | James Francis Stafford           | Erzbischof Emeritus  | Erzbistum Denver                     |                |
| Denver                     | Richard Charles Patrick Hanifen  | Bischof Emeritus     | Bistum Colorado Springs              |                |
| Denver                     | Fernando Isern                   | Bischof Emeritus     | Bistum Pueblo                        |                |
| Detroit                    | Adam Joseph Maida                | Erzbischof Emeritus  | Erzbistum Detroit                    |                |
| Detroit                    | Allen Vigneron                   | Erzbischof Emeritus  | Erzbistum Detroit                    |                |
| Detroit                    | Donald Francis Hanchon           | Weihbischof Emeritus | Erzbistum Detroit                    |                |
| Detroit                    | Francis Ronald Reiss             | Weihbischof Emeritus | Erzbistum Detroit                    |                |
| Detroit                    | Walter Allison Hurley            | Bischof Emeritus     | Bistum Grand Rapids                  |                |
| Detroit                    | Paul Joseph Bradley              | Bischof Emeritus     | Bistum Kalamazoo                     |                |
| Detroit                    | James Henry Garland              | Bischof Emeritus     | Bistum Marquette                     |                |
| Dubuque                    | Jerome Hanus OSB                 | Erzbischof Emeritus  | Erzbistum Dubuque                    |                |
| Dubuque                    | Michael Owen Jackels             | Erzbischof Emeritus  | Erzbistum Dubuque                    |                |
| Dubuque                    | Martin John Amos                 | Bischof Emeritus     | Bistum Davenport                     |                |
| Dubuque                    | William Edwin Franklin           | Bischof Emeritus     | Bistum Davenport                     |                |
| Dubuque                    | Joseph Léo Charron CPPS          | Bischof Emeritus     | Bistum Des Moines                    |                |
| Dubuque                    | Richard Edmund Pates             | Bischof Emeritus     | Bistum Des Moines                    |                |
| Dubuque                    | Ralph Walker Nickless            | Bischof Emeritus     | Bistum Sioux City                    |                |
| Galveston-Houston          | Daniel DiNardo                   | Erzbischof Emeritus  | Erzbistum Galveston-Houston          |                |
| Galveston-Houston          | Curtis John Guillory SVD         | Bischof Emeritus     | Bistum Beaumont                      |                |
| Galveston-Houston          | Edmond Carmody                   | Bischof Emeritus     | Bistum Corpus Christi                |                |
| Galveston-Houston          | René Henry Gracida               | Bischof Emeritus     | Bistum Corpus Christi                |                |
| Galveston-Houston          | Joseph Edward Strickland         | Bischof Emeritus     | Bistum Tyler                         |                |
| Galveston-Houston          | David Eugene Fellhauer           | Bischof Emeritus     | Bistum Victoria                      |                |
| Hartford                   | Daniel Anthony Cronin            | Erzbischof Emeritus  | Erzbistum Hartford                   |                |
| Hartford                   | Henry Joseph Mansell             | Erzbischof Emeritus  | Erzbistum Hartford                   |                |
| Hartford                   | Leonard Paul Blair               | Erzbischof Emeritus  | Erzbistum Hartford                   |                |
| Hartford                   | Christie Albert Macaluso         | Weihbischof Emeritus | Erzbistum Hartford                   |                |
| Hartford                   | Peter Anthony Rosazza            | Weihbischof Emeritus | Erzbistum Hartford                   |                |
| Hartford                   | Michael Richard Cote             | Bischof Emeritus     | Bistum Norwich                       |                |
| Hartford                   | Thomas Joseph Tobin              | Bischof Emeritus     | Bistum Providence                    |                |
| Hartford                   | Robert Charles Evans             | Weihbischof Emeritus | Bistum Providence                    |                |
| Indianapolis               | Gerald Andrew Gettelfinger       | Bischof Emeritus     | Bistum Evansville                    |                |
| Kansas City in Kansas      | Joseph Fred Naumann              | Erzbischof Emeritus  | Erzbistum Kansas City                |                |
| Kansas City in Kansas      | Ronald Michael Gilmore           | Bischof Emeritus     | Bistum Dodge City                    |                |
| Las Vegas                  | Joseph Anthony Pepe              | Bischof Emeritus     | Bistum Las Vegas                     |                |
| Las Vegas                  | Phillip Francis Straling         | Bischof Emeritus     | Bistum Reno                          |                |
| Las Vegas                  | Randolph Roque Calvo             | Bischof Emeritus     | Bistum Reno                          |                |
| Los Angeles                | Roger Michael Mahony             | Erzbischof Emeritus  | Erzbistum Los Angeles                |                |
| Los Angeles                | Thomas John Curry                | Weihbischof Emeritus | Erzbistum Los Angeles                |                |
| Los Angeles                | Alexander Salazar                | Weihbischof Emeritus | Erzbistum Los Angeles                |                |
| Los Angeles                | Edward William Clark             | Weihbischof Emeritus | Erzbistum Los Angeles                |                |
| Los Angeles                | Gerald Eugene Wilkerson          | Weihbischof Emeritus | Erzbistum Los Angeles                |                |
| Los Angeles                | Gabino Zavala                    | Weihbischof Emeritus | Erzbistum Los Angeles                |                |
| Los Angeles                | Armando Xavier Ochoa             | Bischof Emeritus     | Bistum Fresno                        |                |
| Los Angeles                | Sylvester Donovan Ryan           | Bischof Emeritus     | Bistum Monterey                      |                |
| Los Angeles                | Gerald Richard Barnes            | Bischof Emeritus     | Bistum San Bernardino                |                |
| Los Angeles                | Rutilio del Riego Jáñez          | Weihbischof Emeritus | Bistum San Bernardino                |                |
| Louisville                 | Joseph Edward Kurtz              | Erzbischof Emeritus  | Erzbistum Louisville                 |                |
| Louisville                 | Roger Joseph Foys                | Bischof Emeritus     | Bistum Covington                     |                |
| Louisville                 | Richard Frank Stika              | Bischof Emeritus     | Bistum Knoxville                     |                |
| Louisville                 | James Kendrick Williams          | Bischof Emeritus     | Bistum Lexington                     |                |
| Louisville                 | James Terry Steib SVD            | Bischof Emeritus     | Bistum Memphis                       |                |
| Louisville                 | Martin David Holley              | Bischof Emeritus     | Bistum Memphis                       |                |
| Miami                      | John Favalora                    | Erzbischof Emeritus  | Erzbistum Miami                      |                |
| Miami                      | Joseph Keith Symons              | Bischof Emeritus     | Bistum Palm Beach                    |                |
| Miami                      | John Huston Ricard SSJ           | Bischof Emeritus     | Bistum Pensacola-Tallahassee         |                |
| Miami                      | Felipe de Jesús Estévez          | Bischof Emeritus     | Bistum Saint Augustine               |                |
| Miami                      | Robert Nugent Lynch              | Bischof Emeritus     | Bistum Saint Petersburg              |                |
| Milwaukee                  | Jerome Listecki                  | Erzbischof Emeritus  | Erzbistum Milwaukee                  |                |
| Milwaukee                  | Robert Joseph Banks              | Bischof Emeritus     | Bistum Green Bay                     |                |
| Milwaukee                  | Robert Fealey Morneau            | Weihbischof Emeritus | Bistum Green Bay                     |                |
| Milwaukee                  | William Patrick Callahan OFMConv | Bischof Emeritus     | Bistum La Crosse                     |                |
| Mobile                     | Thomas John Rodi                 | Erzbischof Emeritus  | Erzbistum Mobile                     |                |
| Mobile                     | Robert Joseph Baker              | Bischof Emeritus     | Bistum Birmingham                    |                |
| New Orleans                | Alfred Clifton Hughes            | Erzbischof Emeritus  | Erzbistum New Orleans                |                |
| New Orleans                | Robert William Muench            | Bischof Emeritus     | Bistum Baton Rouge                   |                |
| New Orleans                | Sam Jacobs                       | Bischof Emeritus     | Bistum Houma-Thibodaux               |                |
| New Orleans                | Charles Michael Jarrell          | Bischof Emeritus     | Bistum Lafayette in Louisiana        |                |
| New York                   | Josu Iriondo                     | Weihbischof Emeritus | Erzbistum New York                   |                |
| New York                   | Dominick John Lagonegro          | Weihbischof Emeritus | Erzbistum New York                   |                |
| New York                   | James Francis McCarthy           | Weihbischof Emeritus | Erzbistum New York                   |                |
| New York                   | John Jenik                       | Weihbischof Emeritus | Erzbistum New York                   |                |
| New York                   | John Joseph O’Hara               | Weihbischof Emeritus | Erzbistum New York                   |                |
| New York                   | Nicholas Anthony DiMarzio        | Bischof Emeritus     | Bistum Brooklyn                      |                |
| New York                   | Octavio Cisneros                 | Weihbischof Emeritus | Bistum Brooklyn                      |                |
| New York                   | Raymond Francis Chappetto        | Weihbischof Emeritus | Bistum Brooklyn                      |                |
| New York                   | Paul Robert Sanchez              | Weihbischof Emeritus | Bistum Brooklyn                      |                |
| New York                   | Neil Edward Tiedemann CP         | Weihbischof Emeritus | Bistum Brooklyn                      |                |
| New York                   | Richard Malone                   | Bischof Emeritus     | Bistum Buffalo                       |                |
| New York                   | Edward Michael Grosz             | Weihbischof Emeritus | Bistum Buffalo                       |                |
| New York                   | William Francis Murphy           | Bischof Emeritus     | Bistum Rockville Centre              |                |
| New York                   | John Charles Dunne               | Weihbischof Emeritus | Bistum Rockville Centre              |                |
| New York                   | Robert Cunningham                | Bischof Emeritus     | Bistum Syracuse                      |                |
| Newark                     | John Walter Flesey               | Weihbischof Emeritus | Erzbistum Newark                     |                |
| Newark                     | Dominic Anthony Marconi          | Weihbischof Emeritus | Erzbistum Newark                     |                |
| Newark                     | Gregory Studerus                 | Weihbischof Emeritus | Erzbistum Newark                     |                |
| Newark                     | Dennis Joseph Sullivan           | Bischof Emeritus     | Bistum Camden                        |                |
| Newark                     | Paul Gregory Bootkoski           | Bischof Emeritus     | Bistum Metuchen                      |                |
| Newark                     | Arthur Joseph Serratelli         | Bischof Emeritus     | Bistum Paterson                      |                |
| Oklahoma City              | Eusebius Joseph Beltran          | Erzbischof Emeritus  | Erzbistum Oklahoma City              |                |
| Omaha                      | Elden Francis Curtiss            | Erzbischof Emeritus  | Erzbistum Omaha                      |                |
| Omaha                      | George Joseph Lucas              | Erzbischof Emeritus  | Erzbistum Omaha                      |                |
| Omaha                      | William Joseph Dendinger         | Bischof Emeritus     | Bistum Grand Island                  |                |
| Omaha                      | Fabian Wendelin Bruskewitz       | Bischof Emeritus     | Bistum Lincoln                       |                |
| Philadelphia               | Justin Francis Rigali            | Erzbischof Emeritus  | Erzbistum Philadelphia               |                |
| Philadelphia               | Charles Joseph Chaput OFMCap     | Erzbischof Emeritus  | Erzbistum Philadelphia               |                |
| Philadelphia               | Michael Joseph Fitzgerald        | Weihbischof Emeritus | Erzbistum Philadelphia               |                |
| Philadelphia               | Edward Michael Deliman           | Weihbischof Emeritus | Erzbistum Philadelphia               |                |
| Philadelphia               | Lawrence Eugene Brandt           | Bischof Emeritus     | Bistum Greensburg                    |                |
| Philadelphia               | Ronald William Gainer            | Bischof Emeritus     | Bistum Harrisburg                    |                |
| Philadelphia               | William Joseph Winter            | Weihbischof Emeritus | Bistum Pittsburgh                    |                |
| Philadelphia               | Joseph Francis Martino           | Bischof Emeritus     | Bistum Scranton                      |                |
| Portland                   | Kenneth Donald Steiner           | Weihbischof Emeritus | Erzbistum Portland                   |                |
| Portland                   | Liam Stephen Cary                | Bischof Emeritus     | Bistum Baker                         |                |
| Portland                   | Michael William Warfel           | Bischof Emeritus     | Bistum Great Falls-Billings          |                |
| Saint Louis                | Raymond Leo Burke                | Erzbischof Emeritus  | Erzbistum Saint Louis                |                |
| Saint Louis                | Robert James Carlson             | Erzbischof Emeritus  | Erzbistum Saint Louis                |                |
| Saint Louis                | Robert Joseph Hermann            | Weihbischof Emeritus | Erzbistum Saint Louis                |                |
| Saint Louis                | John Raymond Gaydos              | Bischof Emeritus     | Bistum Jefferson City                |                |
| Saint Louis                | Robert William Finn              | Bischof Emeritus     | Bistum Kansas City-Saint Joseph      |                |
| Saint Louis                | John Joseph Leibrecht            | Bischof Emeritus     | Bistum Springfield-Cape Girardeau    |                |
| Saint Paul and Minneapolis | John Clayton Nienstedt           | Erzbischof Emeritus  | Erzbistum Saint Paul and Minneapolis |                |
| Saint Paul and Minneapolis | Lee Anthony Piché                | Weihbischof Emeritus | Erzbistum Saint Paul and Minneapolis |                |
| Saint Paul and Minneapolis | Victor Hermann Balke             | Bischof Emeritus     | Bistum Crookston                     |                |
| Saint Paul and Minneapolis | Michael Joseph Hoeppner          | Bischof Emeritus     | Bistum Crookston                     |                |
| Saint Paul and Minneapolis | John Marvin LeVoir               | Bischof Emeritus     | Bistum New Ulm                       |                |
| Saint Paul and Minneapolis | Donald Joseph Kettler            | Bischof Emeritus     | Bistum Saint Cloud                   |                |
| Saint Paul and Minneapolis | Bernard Joseph Harrington        | Bischof Emeritus     | Bistum Winona                        |                |
| Saint Paul and Minneapolis | John Michael Quinn               | Bischof Emeritus     | Bistum Winona                        |                |
| San Antonio                | Plácido Rodríguez CMF            | Bischof Emeritus     | Bistum Lubbock                       |                |
| San Antonio                | Michael David Pfeifer OMI        | Bischof Emeritus     | Bistum San Angelo                    |                |
| San Francisco              | William Joseph Justice           | Weihbischof Emeritus | Erzbistum San Francisco              |                |
| San Francisco              | Ignatius Chung Wang              | Weihbischof Emeritus | Erzbistum San Francisco              |                |
| San Francisco              | William Keith Weigand            | Bischof Emeritus     | Bistum Sacramento                    |                |
| San Francisco              | Daniel Francis Walsh             | Bischof Emeritus     | Bistum Santa Rosa in California      |                |
| Santa Fe                   | Ricardo Ramirez CSB              | Bischof Emeritus     | Bistum Las Cruces                    |                |
| Santa Fe                   | Thomas James Olmsted             | Bischof Emeritus     | Bistum Phoenix                       |                |
| Santa Fe                   | Gerald Frederick Kicanas         | Bischof Emeritus     | Bistum Tucson                        |                |
| Seattle                    | James Peter Sartain              | Erzbischof Emeritus  | Erzbistum Seattle                    |                |
| Seattle                    | William Stephen Skylstad         | Bischof Emeritus     | Bistum Spokane                       |                |
| Seattle                    | Carlos Arthur Sevilla SJ         | Bischof Emeritus     | Bistum Yakima                        |                |
| Washington                 | Donald William Wuerl             | Erzbischof Emeritus  | Erzbistum Washington                 |                |
| Washington                 | Wilton Daniel Gregory            | Erzbischof Emeritus  | Erzbistum Washington                 |                |
| Washington                 | Herbert Armstrong Bevard         | Bischof Emeritus     | Bistum Saint Thomas                  |                |
| Military Services          | Richard Brendan Higgins          | Weihbischof Emeritus | US-amerikanisches Militärordinariat  |                |
| San Juan de Puerto Rico    | Daniel Fernández Torres          | Bischof Emeritus     | Bistum Arecibo                       |                |
| San Juan de Puerto Rico    | Enrique Manuel Hernández Rivera  | Bischof Emeritus     | Bistum Caguas                        |                |
| San Juan de Puerto Rico    | Álvaro Corrada del Rio SJ        | Bischof Emeritus     | Bistum Mayagüez                      |                |
| San Juan de Puerto Rico    | Félix Lázaro Martinez SchP       | Bischof Emeritus     | Bistum Ponce                         |                |
| Agaña                      | Anthony Sablan Apuron OFMCap     | Erzbischof Emeritus  | Erzbistum Agaña                      |                |
| Samoa-Apia                 | Peter Hugh Brown CSsR            | Bischof Emeritus     | Bistum Samoa-Pago Pago               |                |

## Katholische Ostkirchen
Metropolie von Philadelphia der ukrainisch-griechisch-katholischen Kirche
Die ukrainisch-katholische Metropolie besteht aus vier Eparchien der Ukrainischen griechisch-katholischen Kirche und umfasst das gesamte Gebiet der Vereinigten Staaten.
| Metropolie   | Karte der Metropolie              | Eparchie                    | Bischof       | Titel                      | Bischofswappen |
| ------------ | --------------------------------- | --------------------------- | ------------- | -------------------------- | -------------- |
| Philadelphia |                                   | Erzeparchie Philadelphia    | Boris Gudziak | Erzeparch von Philadelphia |                |
| Philadelphia | Eparchie Saint Nicolas of Chicago | Wenedykt Aleksijtschuk MSU  | Eparch        |                            |                |
| Philadelphia | Eparchie Saint Josaphat in Parma  | Bohdan Danylo               | Eparch        |                            |                |
| Philadelphia | Eparchie Stamford                 | Paul Patrick Chomnycky OSBM | Eparch        |                            |                |

Metropolie von Pittsburgh der Ruthenen
Die Metropolie von Pittsburgh umfasst vier Eparchien der Ruthenischen griechisch-katholischen Kirche auf dem Gebiet der Vereinigten Staaten. Zusätzlich gehören alle Katholiken des Byzantinischen Ritus der Metropolie an, die in den USA keine eigene Hierarchie haben.
| Metropolie | Karte der Metropolie | Eparchie               | Eparch                 | Titel     | Bischofswappen |
| ---------- | -------------------- | ---------------------- | ---------------------- | --------- | -------------- |
| Pittsburgh |                      | Erzeparchie Pittsburgh | William Charles Skurla | Erzeparch |                |
| Pittsburgh | Eparchie Parma       | Robert Mark Pipta      | Eparch                 |           |                |
| Pittsburgh | Eparchie Passaic     | Kurt Burnette          | Eparch                 |           |                |
| Pittsburgh | Eparchie Phoenix     | Artur Bubnewytsch      | Eparch                 |           |                |

Eparchien der katholischen Ostkirchen, die direkt dem Heiligen Stuhl unterstehen
Die anderen katholischen Ostkirchen haben nur jeweils ein oder zwei Eparchien oder ein Exarchat und sind deshalb nicht in Metropolien unterteilt, sondern unterstehen direkt dem Heiligen Stuhl.
| Kirche                                     | Eparchie                                                             | Eparch                         | Titel       |
| ------------------------------------------ | -------------------------------------------------------------------- | ------------------------------ | ----------- |
| Armenisch-katholische Kirche               | Eparchie Our Lady of Nareg in Glendale                               | Mikaël Mouradian ICPB          | Eparch      |
| Armenisch-katholische Kirche               | Eparchie Our Lady of Nareg in Glendale                               | Parsegh Baghdassarian ICPB     | Weihbischof |
| Chaldäisch-katholische Kirche              | Eparchie Saint Thomas the Apostle of Detroit                         | Frank Kalabat                  | Eparch      |
| Chaldäisch-katholische Kirche              | Eparchie Saint Peter the Apostle of San Diego                        | Emmanuel Challita              | Eparch      |
| Syrisch-Maronitische Kirche von Antiochien | Eparchie Saint Maron in Brooklyn                                     | Gregory John Mansour           | Eparch      |
| Syrisch-Maronitische Kirche von Antiochien | Eparchie Our Lady of Lebanon in Los Angeles                          | Abdallah Elias Zaidan ML       | Eparch      |
| Melkitische Griechisch-katholische Kirche  | Eparchie Newton                                                      | François Beyrouti              | Eparch      |
| Rumänische griechisch-katholische Kirche   | Eparchie Saint George’s in Canton                                    | John Michael Botean            | Eparch      |
| Syrisch-katholische Kirche                 | Eparchie Our Lady of Deliverance of Newark                           | Yousif Habash                  | Eparch      |
| Syro-malabarische Kirche                   | Eparchie Saint Thomas the Apostle of Chicago                         | Joy Alappat                    | Eparch      |
| Syro-malankarische Kirche                  | Eparchie St. Mary Queen of Peace der Vereinigten Staaten und Kanadas | Philippos Stephanos Thottathil | Eparch      |

### Eparch Emeritus
| Eparch/Bischof          | Titel              | Eparchie                                      |
| ----------------------- | ------------------ | --------------------------------------------- |
| Jacob Angadiath         | Eparch Emeritus    | Eparchie Saint Thomas the Apostle of Chicago  |
| Ibrahim Namo Ibrahim    | Eparch Emeritus    | Eparchie Saint Thomas the Apostle of Detroit  |
| Sarhad Jammo            | Eparch Emeritus    | Eparchie Saint Peter the Apostle of San Diego |
| John Michael Kudrick    | Eparch Emeritus    | Eparchie Parma                                |
| Stephen Soroka          | Erzeparch Emeritus | Erzeparchie Philadelphia                      |
| John Stephen Pazak CSsR | Eparch Emeritus    | Eparchie Phoenix                              |
| Nicholas James Samra    | Eparch Emeritus    | Eparchie Newton                               |

## Personalordinariat Kathedra Petri
- Jeffrey N. Steenson, Apostolischer Protonotar, Ordinarius,[4][5] (12. Januar 2012–4. November 2015; Administrator 24. November 2015–2. Februar 2016[6])
- Bischof Steven Joseph Lopes, Ordinarius (seit 2. Februar 2016[6])

## Amerikanische Bischöfe außerhalb der USA
Papst Leo XIV., zuvor als Robert Francis Kardinal Prevost OSA Präfekt des Dikasteriums für die Bischöfe
außerdem:
- Erzbischof Edward Joseph Adams, Apostolischer Nuntius (empfing die Priesterweihe für das Erzbistum Philadelphia)[7]
- Erzbischof Charles Daniel Balvo, Apostolischer Nuntius (empfing die Priesterweihe für das Erzbistum New York)[8]
- Erzbischof Michael Wallace Banach, Apostolischer Nuntius (empfing die Priesterweihe für das Bistum Worcester)
- Bischof Gordon D. Bennett, SJ, Emeritierter Bischof von Mandeville, Jamaika (empfing die Priesterweihe für die Jesuiten und war später Weihbischof in Baltimore)
- Erzbischof Michael August Blume, SVD, emeritierter Apostolischer Nuntius[9]
- Bischof Ernest Bertrand Boland, OP, Emeritierter Bischof von Multan, Pakistan[10]
- Erzbischof Charles John Brown, Apostolischer Nuntius (empfing die Priesterweihe für das Erzbistum New York)
- Kardinal Raymond Leo Burke, Kardinalpatron des Souveräner Malteserorden, zuvor Präfekt der Apostolische Signatur und Emeritierter Erzbischof von Saint Louis
- Erzbischof Christopher Michael Cardone[11], OP, Erzbischof von Erzbistum Honiara, Salomonen (empfing die Priesterweihe für die Dominikaner und später Weihbischof in Gizo und später Bischof von Auki)
- Bischof Arthur Colgan, CSC, Weihbischof in Chosica, Peru
- Erzbischof Joseph Augustine Di Noia, OP, beigeordneter Sekretär der Glaubenskongregation
- Bischof Robert Herman Flock, zuerst Weihbischof in La Crosse nun Erzbischof von San Ignacio de Velasco[12]
- Bischof Giorgio Demetrio Gallaro, Eparch von Piani degli Albanesi, Italien, dann Kurienerzbischof (Priester der Eparchie Newton)
- Erzbischof James Patrick Green, emeritierter Apostolischer Nuntius (empfing die Priesterweihe für das Erzbistum Philadelphia)
- Erzbischof Thomas Edward Gullickson, Apostolischer Nuntius (empfing die Priesterweihe für das Bistum Sioux Falls)[13]
- Kardinal James Michael Harvey, Liste der Erzpriester der Basilika Sankt Paul vor den Mauern
- Erzbischof Joseph Salvador Marino, ehemaliger Präsident der Päpstlichen Diplomatenakademie, Apostolischer Nuntius (empfing die Priesterweihe für das Bistum Birmingham-Alabama)[14]
- Kardinal Edwin Frederick O’Brien, Großmeister des Ritterorden vom Heiligen Grab zu Jerusalem und Emeritierter Erzbischof von Baltimore
- Erzbischof Kevin Randall, Apostolischer Nuntius (Priesterweihe für das Bistum Norwich)
- Kardinal James Francis Stafford, Kardinalgroßpönitentiar und Emeritierter Erzbischof von Denver
- Erzbischof Peter Bryan Wells, Apostolischer Nuntius (empfing die Priesterweihe für das Bistum Tulsa).
- Kardinal Kevin Farrell, Camerlengo und Präfekt des Dikasteriums für Laien, Familie und Leben, Altbischof von Dallasse

## Nichtamerikanische Bischöfe in den USA
- Kardinal Christophe Pierre, Apostolischer Nuntius in den Vereinigten Staaten[15]
- Erzbischof Gabriele Giordano Caccia, Ständiger Beobachter des Heiligen Stuhls bei den Vereinten Nationen